# Barrosova komisija
Barrosova komisija je Europska komisija kojoj je mandat počeo 22. studenoga 2004. Predviđeno trajanje je do 2014. godine. Predsjednik je Portugalac José Manuel Barroso koji predsjeda nad 27 ostalih članova komisije. Svaki član komisije je iz jedne članice EU, pored Portugala koji je Barrosova država. 16. rujna 2009. Barroso je ponovo izabran. Novi mandat traje 5 godina a preuzimanje novog mandata u uredu počelo je 9. veljače 2010. godine.

## Članovi prve Barrosove komisije

### Predsjednici i potpredsjednici
- José Manuel Barroso, Portugal, predsjednik
- Margot Wallström, Švedska, prva potpredsjednica; institucijski odnosi i komunikacijska strategija
- Günter Verheugen, Njemačka, potpredsjednik; poduzetništvo i industrija
- Franco Frattini, Italija, potpredsjednik; pravosuđe, sloboda i sigurnost (do 23. travnja 2008.)
- Antonio Tajani, Italija, potpredsjednik; transport (od 18. lipnja 2008.)
- Jacques Barrot, Francuska, potpredsjednik; transport (transport do 2008.), od odlaska Frattinija pravosuđe, sloboda i sigurnost
- Siim Kallas, Estonija, potpredsjednik; administrativni poslovi, revizija, sprječavanje prijevara

### Ostali članovi
- Joaquín Almunia, Španjolska, ekonomski i financijski poslovi
- Charlie McCreevy, Irska, unutarnje tržište i usluge
- Mariann Fischer Boel, Danska, poljoprivreda i ruralni razvitak
- Neelie Kroes, Nizozemska, tržišno natjecanje
- Peter Mandelson, Uj. Kraljevstvo, trgovina
- Catherine Ashton, Uj. Kraljevstvo, trgovina
- Joe Borg, Malta, ribarstvo i pomorski poslovi
- Stavros Dimas, Grčka, okoliš
- Markos Kyprianou, Cipar, zdravstvo
- Androulla Vassiliou, Cipar, zdravstvo
- Louis Michel, Belgija, razvitak i humanitarna pomoć
- Karel De Gucht, Belgija, razvitak i humanitarna pomoć
- Olli Rehn, Finska, proširenje EU
- Vladimír Špidla, Češka, zapošljavanje, socijalni poslovi i jednake mogućnosti
- László Kovács, Mađarska, oporezivanje i carinska unija
- Dalia Grybauskaitė, Litva, financijsko planiranje i proračun
- Algirdas Šemeta, Litva, financijsko planiranje i proračun
- Benita Ferrero-Waldner, Austrija, vanjski poslovi i europska politika prema susjedstvu
- Ján Figeľ, Slovačka, obrazovanje, kultura, višejezičnost i mladež
- Danuta Hübner, Poljska, regionalna politika
- Paweł Samecki, Poljska, regionalna politika
- Andris Piebalgs, Latvija, energetika
- Janez Potočnik, Slovenija, znanost i inovacije
- Viviane Reding, Luksemburg, informacijsko društvo i mediji
- Meglena Kuneva, Bugarska, zaštita potrošača
- Leonard Orban, Rumunjska, višejezičnost

## Poveznice
- Predsjednik Europske komisije
- Europska unija
- Institucije Europske unije
- Europska komisija